# 三遊亭圓輔
三遊亭 圓輔（さんゆうてい えんすけ）は、落語家の名跡。
橘家圓輔を含めて過去6人存在が確認されている。当代は落語芸術協会のホームページには三代目として記載されている。
- 三遊亭圓輔 - 後∶初代三遊亭百生
- 三遊亭圓輔 - 後∶桂藤龍
- 三遊亭圓輔 - 後∶三遊亭遊朝
- 三遊亭圓輔 - 後∶五代目柳亭燕路
- 橘家圓輔 - 後∶柳亭燕洲
- 三遊亭圓輔 - 本項にて詳述

三代目 三遊亭 圓輔（さんゆうてい えんすけ、1932年1月3日 - ）は、東京都練馬区生まれ、浅草育ちの落語家。落語芸術協会所属。本名∶岡田 基之。出囃子∶『吾妻八景』。紋∶「高崎扇」。

## 来歴
戦時中は流山に疎開していた。日本大学芸術学部演劇学科中退。
1958年2月、三代目桂三木助に入門。前座名は桂木久松。翌年10月に師匠の三木助が落語協会に移ったため四代目三遊亭圓馬門下に移り、三遊亭まつ馬と改名。
1962年4月、二ツ目昇進し圓輔と改名。
1974年3月、三遊亭若馬と桂枝助と共に真打昇進。
2021年時点で、落語芸術協会では四代目桂米丸に次ぐ現役の高齢落語家となっていた。同年、都内各寄席定席で主任（トリ）を務めた。2022年、2023年にも浅草演芸ホール三月中席前半で主任を務める。2024年8月に米丸が死去した事により、東都における現役最高齢の落語家となった。

## 芸歴
- 1958年2月 - 三代目桂三木助に入門、前座名「木久松」を名乗る。
- 1959年10月 - 四代目三遊亭圓馬門下に移り、「まつ馬」と改名。
- 1962年4月 - 二ツ目昇進、「圓輔」と改名。
- 1974年3月 - 真打昇進。

## 弟子
- 三遊亭好輔 - プロの落語家ではなく、いわゆる天狗連[1]